# Île Takouch
L'île Takouch est une île inhabitée de la mer Méditerranée à Cap de Fer en Algérie.

## Description
L'île Takouch est située au  nord-est du Cap Takouch.
C'est un rocher peu élevé, de couleur jaune ou rousse.